# تپه آق قایه (ب)
تپه آق قایه (ب) مربوط به عصر آهن است و در شهرستان گنبد کاووس، بخش مرکزی، روستای سارجه کربالا واقع شده و این اثر در تاریخ ۱۰ خرداد ۱۳۸۲ با شمارهٔ ثبت ۸۸۵۶ به‌عنوان یکی از آثار ملی ایران به ثبت رسیده است.